# Antigua och Barbudas damlandslag i fotboll
Antigua och Barbudas damlandslag i fotboll representerar Antigua och Barbuda i fotboll på damsidan. Dess förbund är Antigua and Barbuda Football Association (Antigua och Barbudas fotbollsförbund).